# My Hero Academia: Heroes Rising
My Hero Academia: Heroes Rising (jap. 僕のヒーローアカデミア THE MOVIE ヒーローズ:ライジング) ist ein 2019 erschienener Anime- und Superheldenfilm und der zweite Film basierend auf dem Manga My Hero Academia von Kōhei Horikoshi. Der Film entstand unter der Regie von Kenji Nagasaki bei Studio Bones und wurde in Japan am 20. Dezember 2019 veröffentlicht. Der Film hat Elemente zu seiner Geschichte, die einst von Horikoshi als ein Finale der Serie verwendet werden sollte. Ein dritter Film der Serie, My Hero Academia – Movie 3: World Heroes’ Mission, wurde im August 2021 veröffentlicht.

## Handlung
Die Liga der Schurken wird von den Superhelden Endeavor und Hawks verfolgt, während sie in einem Lkw mit mysteriöser Fracht davonfahren. Die Helden zerstören den Lastwagen, schaffen es aber nicht, die Mitglieder der Liga zu fassen, und finden im Inneren eine leere Lebenserhaltungskapsel. Der Mann darin, ein Schurke namens Nine, ist geflohen und hat sich mit seinem Team von Schurken zusammengetan, um eine Gesellschaft zu schaffen, in der diejenigen mit starken Spezialitäten über andere herrschen.
Die Klasse 1-A der U.A. High wurde als Teil eines Sicherheitsprogramms auf die abgelegene Insel Nabu geschickt. Izuku Midoriya, der aktuelle Besitzer der Spezialität „One for All“, trifft Mahoro Shimano und ihren Bruder Katsuma, die auf Nabu leben. Izuku und sein Rivale Katsuki Bakugo finden heraus, dass Katsuma ein Held werden möchte. Allerdings versucht Mahoro, ihn davon abzubringen.
Währenddessen wird Mahoro und Katsumas Vater von Nine und seiner Gruppe angegriffen, wobei Nine dessen Spezialität stiehlt. Nine, der von All For One ermächtigt wurde, kann bis zu neun Spezialitäten stehlen und besitzen, aber sein Körper kann diese nicht verarbeiten, ohne Schaden zu nehmen. Er versucht die neue Spezialität einzusetzen, um sich selbst zu heilen und nahezu unbesiegbar zu werden, aber sie ist mit seiner Blutgruppe nicht kompatibel. Nine vermutet, dass die Kinder des Mannes eine bessere Variante davon besitzen könnten, und verfolgt sie.
Nine und seine Bande kommen auf der Insel an und zerstören alle Flucht- und Kommunikationswege. Die Klasse 1-A erfährt von der Invasion und teilt sich auf, um die Schurken aufzuhalten und die Inselbewohner zu schützen. Nine findet die Kinder und bestätigt, dass Katsuma die Spezialität besitzt, die er sucht, aber Izuku greift ein, bevor er sie stehlen kann. Er und Katsuki können Nine zum Rückzug zwingen, weil dieser seine Spezialität überstrapaziert.
Die Klasse 1-A sammelt sich wieder und beschließt, die Schurken frontal anzugreifen, während sie auf die Ankunft der anderen Helden warten. Nachdem sie die Inselbewohner evakuiert haben, gelingt es der Klasse, den Rest von Nines Crew zu besiegen, aber sie werden von Nine außer Gefecht gesetzt, mit Ausnahme von Izuku und Katsuki. Da Izuku keine andere Möglichkeit sieht, Nine zu besiegen, transferiert er One For All in Katsuki, während er dessen übrig gebliebene Glut benutzt. Zusammen besiegen die beiden Nine, aber Izukus „One For All“ scheint danach zu verblassen.
Als die Profi-Helden eintreffen, findet All Might einen bewusstlosen Katsuki und Izuku. Er erkennt, dass One For All in Izuku verbleibt, da die Übertragung in Katsuki unterbrochen wurde, und stellt die Theorie auf, dass die früheren Träger von One For All wünschen, dass Izuku es behält. Anderswo findet und tötet Tomura Shigaraki die geschwächte Nine aus Bosheit.
Nachdem Nines Bande verhaftet wurde, repariert die Klasse die Schäden auf der Insel, bevor sie nach Hause zurückkehrt. Izuku und Katsuki, der die Erinnerung an den Einsatz von One For All verloren hat, verabschieden sich von Katsuma und Mahoro. Der Film endet, als Izuku Katsuma versichert, dass er ein Held werden kann, wie es All Might früher zu ihm gesagt hat.

## Produktion
Der Film entstand bei Studio Bones unter der Regie von Kenji Nagasaki. Das Drehbuch schrieb Yōsuke Kuroda. Das Charakterdesign entwarf Yoshihiko Umakoshi und die künstlerische Leitung lag bei Kazuo Nagai. Die Computeranimationen entstanden unter der Leitung von Yōta Andō. Die Musik komponierte Yuki Hayashi.

## Veröffentlichung
Der Film kam am 20. Dezember 2019 in die japanischen Kinos.
Für Deutschland wurde die Veröffentlichung auf Kaufmedien und im Kino aufgrund der COVID-19-Pandemie mehrfach verschoben. Die Veröffentlichung auf DVD und Blu-ray erfolgte am 5. August 2021. Am 24. Juni 2021 gab es erste Vorstellungen in den deutschen Kinos.

## Synchronisation
Die Synchronisation entstand in den G&G Studios in Kaarst. Dialogregie übernahm Jörn Friese.
| Charakter         | Japanische Synchronsprecher            | Deutsche Synchronsprecher |
| ----------------- | -------------------------------------- | ------------------------- |
| Izuku Midoriya    | Daiki Yamashita, Akeno Watanabe (Kind) | Sebastian Fitzner         |
| Katsuki Bakugō    | Nobuhiko Okamoto                       | Daniel Käser              |
| Shōto Todoroki    | Yūki Kaji                              | Amadeus Strobl            |
| Ochako Uraraka    | Ayane Sakura                           | Meri Dogan                |
| Tenya Iida        | Kaito Ishikawa                         | Arne Stephan              |
| Momo Yaoyorozu    | Marina Inoue                           | Milena Karas              |
| Eijiro Kirishima  | Toshiki Masuda                         | Dennis Saemann            |
| Tsuyu Asui        | Aoi Yūki                               | Charlotte Uhlig           |
| Minoru Mineta     | Ryō Hirohashi                          | Esther Brandt             |
| Denki Kaminari    | Tasuku Hatanaka                        | Benjamin Stolz            |
| Kyōka Jirō        | Kei Shindō                             | Birte Baumgardt           |
| Mina Ashido       | Eri Kitamura                           | Rieke Werner              |
| Fumikage Tokoyami | Yoshimasa Hosoya                       | Michael Borgard           |
| Mezo Shoji        | Masakazu Nishida                       | Oliver El-Fayoumy         |
| Yuga Aoyama       | Kosuke Kowano                          | Tom Raczko                |
| Mashirao Ojiro    | Kosuke Miyoshi                         | Marco Sven Reinbold       |
| Hanta Sero        | Kiyotaka Furushima                     | Patrick Mölleken          |
| Toru Hagakure     | Kaori Nazuka                           | Signe Zurmühlen           |
| Rikido Sato       | Toru Nara                              | David Schulze             |
| Koji Koda         | Takuma Nagatsuka                       | Marco Rosenberg           |
| Hawks             | Yuichi Nakamura                        | Vlad Chiriac              |
| Tomura Shigaraki  | Kōki Uchiyama                          | Louis Friedemann Thiele   |
| Daruma Ujiko      | Minoru Inaba                           | Hans Bayer                |
| Mahoro Shimano    | Tomoyo Kurosawa                        | Amira Leisner             |
| Katsuma Shimano   | Yuka Terasaki                          | Katrin Heß                |
| Nine              | Yoshio Inoue                           | Toni Michael Sattler      |
| Slice             | Mio Imada                              | Marie-Jeanne Widera       |
| Mummy             | Kōsuke Toriumi                         | Oliver Schnelker          |
| Chimera           | Shunsuke Takeuchi                      | Harry Schäfer             |